# Luigi Crespi

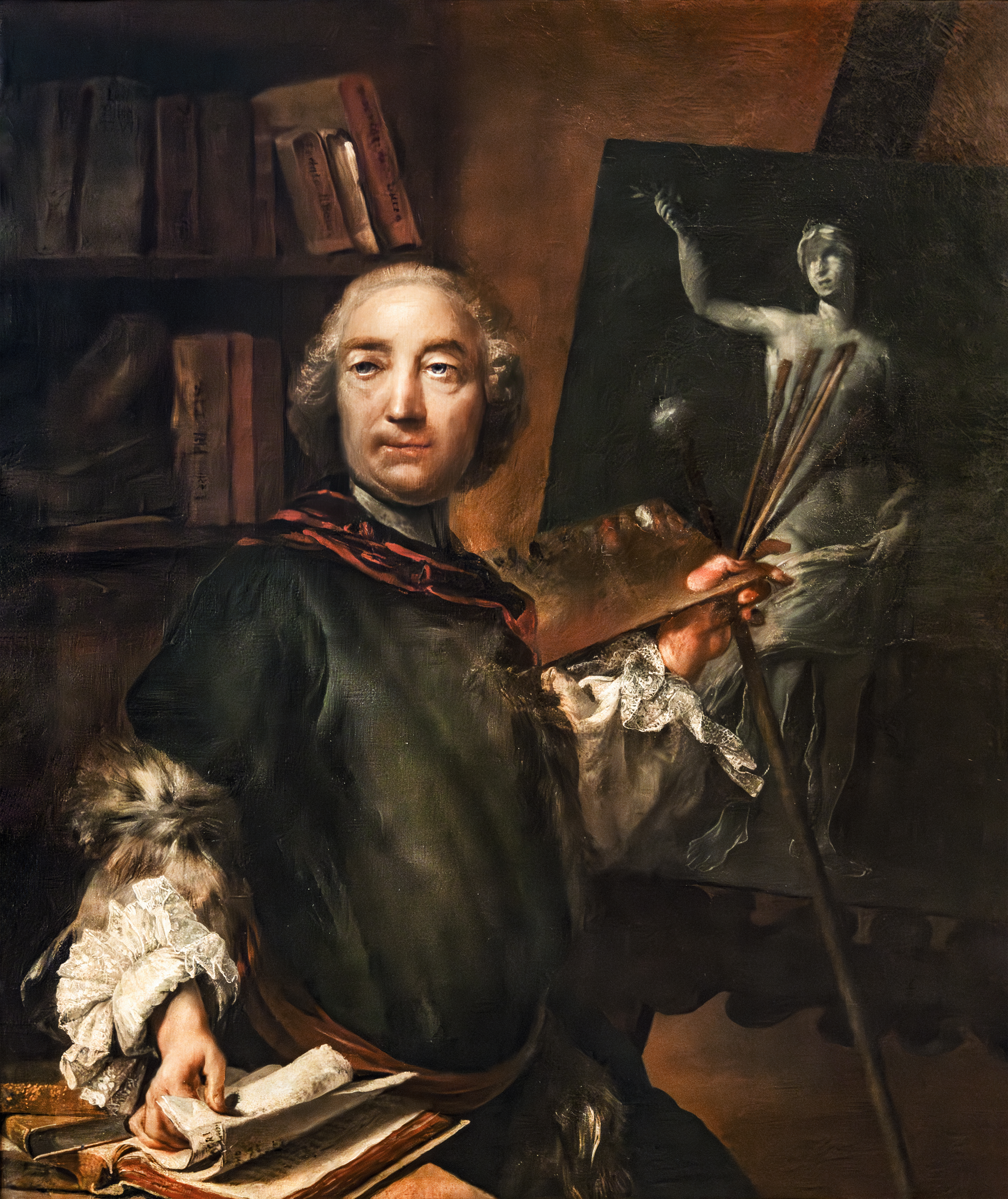
Autoritratto (1778 ca.), Gallerie dell'Accademia, Venezia.

Luigi Crespi (Bologna, 23 gennaio 1708 – Bologna, 2 luglio 1779) è stato un pittore e storico dell'arte italiano oltre che mercante d'arte.

## Biografia
Secondo figlio di Giuseppe Maria Crespi, ricevette la sua formazione artistica nella bottega del padre che aveva su di lui una notevole influenza. Motivo per cui le sue prime opere sono state confuse con quelle del padre. Successivamente si recò a Venezia, Trieste, Vienna e Dresda nel 1752-1753, e sviluppò un proprio stile più personale.
Crespi è stato soprattutto un ritrattista, ed era abile nella rappresentazione minuziosa della società del suo tempo. Varie pitture di sua composizione sono visibili nel Museo Poldi Pezzoli di Milano.
Crespi era anche un mercante ed uno storico dell'arte; ha pubblicato una biografia di pittori della sua città natale.

## Scritti
- Luigi Crespi, Vite de' pittori Bolognesi non descritte nella Felsina pittrice, Roma, Stamperia di Marco Pagliarini, 1769, SBN RMRE001937.